# 普奥战争
普奥战争（德語： 或  (發音：[ˌdɔʏtʃɐ ˈbʁuːdɐkʁiːk] ⓘ）在國際上有不同的稱呼，指的是一場在1866年爆發，由奧地利帝國和德意志邦聯聯合對抗普鲁士王國的戰爭。該戰爭屬於德國統一運動中的第二場戰爭，也是更大範疇的德意志二元爭端的一部份，結果是普魯士勝利、奧地利失敗，普魯士藉此統一了所有北德意志邦國。
在普奧戰爭進行期間，奧普雙方在德意志邦聯內都有各自的盟友，因為當時普魯士一方也與意大利王國結盟，所以普奧戰爭中也包含意大利統一運動中的“第三次獨立戰爭”。戰爭爆發的原因是普魯士王國的俾斯麥為了搶夺在德意志地區的領導權，在從丹麥割得的領土“什勒斯維希-霍爾斯坦”上阻礙奧地利的交通部署，以此誘導奧地利對普宣戰。儘管大多數的德意志邦國都支持其盟主奧地利帝國，奥军的主力也能打败普魯士的盟友意大利，但由於在武器和戰術上的落後，普奧戰爭以奥地利和德意志聯軍的慘敗而告終。普鲁士胜利後就解散了德意志邦聯，將德國北部零零散散的小邦國全都集合到了它自立的“北德意志邦聯”之中 ，只剩下德國的南部還未被統一；而奧地利則喪失了在德意志的霸權，轉而與匈牙利共組奧匈帝國，從此為不再被國際社會認為是一個纯德意志人的國家。

## 称呼

### 各國的正式稱謂
本場戰爭在國際上並沒有一個正式稱謂，各個國家對此的叫法均不相同：
- 在德国，最常用的名稱是德意志戰爭（Deutsche Krieg），這個詞彙也是當今德國學術界和歷史界中推薦使用的術語，但該術語只在東德版圖內能形成統一叫法，在德國其它地區則不一定。
- 在德國內部，但不是普魯士版圖之内的聯邦州，例如巴伐利亞、薩克森、萊茵蘭和威斯特伐利亞、巴登-符腾堡、漢諾威邦中，鉴于當時是普魯士带头和大多數德意志邦聯作對，故稱之為普魯士-德意志戰爭（Preußisch-Deutscher Krieg）。
- 在英語圈和奧地利，因為當時奧地利代表了德意志的正統，所以用奧普戰爭（Austro-Prussian War）作為通用名稱，将奥地利的顺序排在普鲁士之前。
- 在除了德國和奧地利，在如盧森堡、瑞士、荷兰、比利时这四个和德語圈有紧密关系的国家中，常把統一戰爭（Einigungskrieg）、七週戰爭（Siebenwöchiger Krieg）、德-德戰爭（Deutsch-Deutscher Krieg）、德意志兄弟戰爭（Deutscher Bundeskrieg）和德奧戰爭（Deutsch-Österreichischer Krieg）等好幾個名称混合使用，并无一个官方称谓。
- 在意大利則稱為第三次意大利獨立戰爭，因為意大利是根據《普意同盟條約》而直接參與了这场战争，並且還從奧地利手裡割下了威尼西亞的領土，所以用意大利的角度来看，可以是它自己的独立战争。
- 在中文圈和日本，根據“普魯士是戰勝方、奧地利是戰敗方”的事實而將普魯士的順位排在奧地利之前，形成“普奧戰爭（日語：普墺戦争）”的叫法；在中國大陸也可因为這是德意志统一的第二场战争而被称为第二次王朝战争。

### 命名爭議
這場戰爭的名稱遲遲沒有一個定論，理由有三：
- 目前德國的官方名稱“德意志戰爭（Deutsche Krieg）”中的“德意志人”一詞定義含糊，這場戰爭中不僅德意志人，連奧地利這種不是純德意志人的國家，以及明顯不屬於德意志人的意大利人也參與其中。如果只用“德意志人”來概括這場戰爭的話會顯得有失精準，並且有“普魯士虽然打贏了，但也沒能完全統一所有德意志人”的邏輯錯誤[6]。
- 普魯士總理奧托·馮·俾斯麥也在其任职期间刻意迴避对这场战争的命名，在德意志帝國存續40多年中从未定下官方的称谓。目的是用來缓和与奧地利、以及與其它德意志小邦的关系，今日德國所用之“德意志戰爭”是德意志第二帝國滅亡之後才逐渐流行的，而當時的普魯士从没对它定下过官方稱謂。
- 在普奧兩國的歷史文件中，從未将这个爭端稱为“戰爭”过，一律以「衝突」形容之[7]。根據当时德意志邦聯的憲法，“戰爭”一词被定義為“外國對德意志聯邦的成員國們發動的攻擊”，並且“如果對聯邦的主席奧地利宣戰”則自動等於是“對德意志邦聯的全體成員宣戰”。
  - 因此，這場爭雖然“在實質上”已經俱備了戰爭的要素，但是“在名稱上”卻不符合德國人自己定下的標準。根據恩斯特·胡博（Ernst Rudolf Huber）的說法，如果要將這場爭端稱為“戰爭”的話，那普魯士就必須先退出德意志邦聯，再對奧地利宣戰，這樣才行，否則會造成在德意志邦聯之內的普魯士自己對自己宣戰的邏輯錯誤。
  - 從奧地利的角度來看，這場衝突只是對違反邦联憲法的普魯士所採取的“懲戒措施”，不足以上升到戰爭的地步；相反從普魯士的角度來看，普魯士只是用武力強制推行一套新的《北德意志憲法》，再在憲法中把奧地利定義為外國而已，在舊憲法還在的時候所進行的衝突自然不能算是戰爭[註 1]。

## 起因
几个世纪以来，以德意志人為主的神聖羅馬帝國皇帝很多都由奧地利人的哈布斯堡家族擔任，雖然奧地利對其它邦國沒有實權，但能在名义上统治德國全境。不過到了18世纪時，德意志的另一個强国普鲁士崛起，並且兩次打敗奧地利，奧地利地位遂開始下降。
拿破崙戰爭期間，因為普魯士迅速遭到法國的滅國，崛起勢頭直接被法國掐斷，而奧地利尚且能維持大國的地位，所以在1815年拿破崙被流放後，普魯士和奧地利共同成為德意志地區的管理者，這種「奥地利稍大、普鲁士稍小」的平衡機制就得到了其它歐洲列強的承認。此後，以德国為民族認同的奥地利、普鲁士和萊茵邦聯在《維也納會議》中重新合併为一个组织，这个组织德意志邦联，它由奥地利擔任永久主席、普魯士擔任永久副主席。

### 統一方案
这时恰逢民族主义思潮兴起，面對文化統一後而強大的英法俄，這些鬆散的德意志邦國們开始要求自己也能像其它列強一樣，由此展開“德意志统一運動”。在法蘭克福提出了好幾种解決方案，最後只有四種被列入考量：
1. 大德意志方案[10]：集合以德國人為主流民族的領土，剔除奥地利和普鲁士的所有非德意志領土。此方案是德意志的統一支持者们最想要的方案，也受到绝大部份德意志邦国的歡迎，卻遭到奧地利和普魯士兩大國的反對。奧普兩國政府都不想用損失自己領土的方式來換取統一，奧皇和普王均認為這是德意志的平民把自己的幻想加在皇室的頭上，是“對皇室的越權”而不是真正的民族主義，於是雙雙拒絕。
2. 大奧地利方案[11]：囊括奥地利和普魯士境內的所有其他民族，成為一個在中歐的巨型國家。這個方案獲得的支持最少，僅有一些極度保守的德國民族主義者會支持，因為它可以繼續讓哈布斯堡皇室統治，甚至其面積比原本的神聖羅馬帝國更大。不過激進派、青年派及務實派大都反對，他們認為奧地利的“非德國人”的數量太過龐大，並且難以同化，和最初想建立單一民族國家的理念完全背道而馳，而且就算方案成功了也會重複神羅時代的混亂。
3. 德意志二元方案[12]：主张德意志南部邦國全部和奧地利合併，而北部邦國全與普魯士合併。這個方案也獲得了一定程度的支持，既然無法一步到位，那就先讓奧普分佔南北，等有機會了再來商談統一。但奧地利率先反對，因為原本德意志邦聯就是以奧地利為盟主，此舉無疑是把奧地利的勢力範圍压缩回了南德一塊；而薩克森、符腾堡、漢諾威、巴伐利亞这些中等邦國也强烈反對這個方案，認為這會過度加強奧普兩國而弱化第三方勢力。普魯士以及德意志中那些面積最小的邦国们则表示支持，因為這能鞏固普国在北部的霸权，还能讓小邦不用花費預算和人力到國防上，只需要接受普魯士的保護即可。不過，身為普国首相的俾斯麥卻以“不夠自由、虛假的民族主義謊言”為由拒绝。
4. 小德意志方案[13]：剔除所有與奥地利相關的領土，只合併剩下的所有德意志邦國。在上述所有方案都被認為是“不切實際的”之後，德國的自由派選擇讓步，認為小德意志才是最為可行的辦法。德意志議會可以認可普鲁士取代奧地利，成為德意志諸國之首，也允許少量的波蘭人、立陶宛人和丹麥人存在於德國之內。俾斯麥本人最為支持這個方案，因為他想用大普魯士政策來同化其它德意志小邦，以便独佔德國。

### 德國經濟的一體化
歷史學家克里斯托弗·克拉克（Christopher Clark）寫道：和現在教材上所描述的不同，當時沒有任何證據顯示普魯士的經濟能比奧地利強。他的理由是普魯士從事農業的人口比例遠高於奧地利，奧地利擁有壓倒性GDP和工業人口，而且位於“波西米亞”的兵工廠可以生產當時世界上最先進的武器，例如膛線炮等；而當時普魯士的工業領土都集中在“萊茵蘭-威斯特法倫”和“薩克森王國”上，這一個是普魯士從法國那裡新割來的領土，另一個甚至是不屬於普魯士的獨立國家，真正受普魯士全盤掌控的布蘭登堡地區、東普魯士地區、西普魯士地區則依舊是一大片農業區。
不過在1866年之後，隨著德意志地區的經濟增長，各個邦國先合併成了德意志關稅同盟，這讓普魯士在經濟上更深的和各個邦國的綁定。久而久之，那些對普宣戰的德意志小邦在普奧戰爭期間就會受到比理論上更為嚴重的經濟創傷，這變相削弱了奧地利聯軍的實力。而奧地利的政府更加喜歡貿易保護，不斷排斥國際貿易的行為而讓奧地利始終被排斥在德意志關稅同盟之外，導致它從未和德意志地區產生過不可分割的經濟連接。在遭受1848年匈牙利革命以及第二次意大利獨立戰爭之後並未起色，雖然不至於到破產的地步，但也負債累累，此時維也納只有一家公家銀行來分散政府的經濟損失。
所以，即使奧地利的單體經濟是比普魯士更加優秀，但普魯士在整個德國的經濟中搶佔了優勢，最終導致普奧戰爭以奧地利的完敗為結束。

### 俾斯麥的利用統一情緒
1862年，奧托·馮·俾斯麥被任命为普鲁士的首相。他马上策划统一运动，务求由普鲁士主宰小德意志。凭着普丹战争的胜利，他借着石勒苏益格-荷尔施泰因两地的统治问题，诱发奥地利向普鲁士宣战。奥地利与一些德意志諸侯合作，以捍卫德意志邦联的名义，挑战普鲁士，称为"Bundesexekution"。
許多歷史學家認為，俾斯麥只是個“幫普魯士增加領土的擴張主義者”，而不是“德國統一功臣、狂熱的德國民族主義者”，所以奧托·馮·俾斯麥在奧普戰爭前的行為有諸多狡詐詭異之處，他精心策劃了許多民族主義者無法接受的手段來引爆這場衝突。俾斯麥堅持認為，只有他才能導致一場必勝的戰爭，北德意志邦聯和德國統一也必須由他來實現。以事實來說，他的確促成了北德意志邦聯的建立、打贏了普法戰爭，並且最終讓德國統一。
1866年2月22日，奧地利駐柏林大使卡羅伊伯爵向外交部亞歷山大·門斯多夫·普伊伯爵發送了一份電報，裏面寫道：
目前普魯士對丹麥控制下的那兩個公國頗感興趣，一個“不仅对普鲁士，也對整个德國都危險”的輿論讓俾斯麥伯爵這種人有機會加以利用，俾斯麥會千方百計的讓普魯士人覺自己才是受害者......俾斯麥為了誇大普魯士的委屈，一定會公開宣傳他要以吞併丹麥公國作為賠償，這對俾斯麥來說是一個生死攸關的賭注，如果輸了，他的政治生涯就此完蛋。所以俾斯麥選擇和普魯士王室站在一起，他危言聳聽的告訴國王目前的局勢，讓普魯士國王也能和他一樣體會到這種危機感，好方便他利用這個情緒來直接霸佔全普魯士軍隊的指揮權。
一般來說，世界各國的教科書普遍認為俾斯麥在對丹麥的第二次石勒蘇益格戰爭是精心策劃的，他故意讓身為盟主的奧地利帝國吃虧，這一“妙招”是對奧地利的壓力測試，看看奧地利能不能智慧的發出反擊，如果不行，下一次就會對奧地利動手。這種說法和俾斯麥本人在回憶錄中所說的完全矛盾，在回憶錄中，俾斯麥只是簡單的和奧地利結盟，用人數優勢打敗丹麥而已；對石勒蘇益格和荷爾斯泰因公國，僅僅是符合普魯士的擴張主義心理，而不是故意要對奧地利挑釁。反而是在後面的《加斯坦會議》上，大部份德意志邦國都親奧地利，這才讓普魯士有真正的危機感，於是誘導奧地利對自己開戰。
1866年4月8日普意聯盟的時機恰到好處，因為所有其他歐洲大國要么受制於禁止他們參與衝突的聯盟，要么面臨優先考慮的國內問題。英國在普魯士和奧地利之間的戰爭中沒有經濟或政治利益，而俄羅斯因為克里米亞戰爭的過節也不可能和奧地利站在一邊；相反而普魯士在波蘭一月起義期間就堅定的支持俄羅斯，與俄羅斯簽署了1863年2月的《阿爾文斯萊本公約》，這讓奧地利在歐洲孤立無援。

### 法國的不干預
在當時，就連法蘭西第二帝國的拿破崙三世也判定奧地利會穩贏，所以法國也不太可能站在奧地利一邊，拿破崙三世甚至認為不能讓奧地利獨佔太多勝利成果，並且期待在普魯士輸掉戰爭後威脅普魯士，從而奪取“盧森堡”和“萊茵河東岸”的控制權。
因為俾斯麥和拿破崙三世曾在比亞里茨會面，據稱討論了法國是否會干預潛在的普奧戰爭。討論的細節尚不清楚，但許多歷史學家認為俾斯麥在發生戰爭時保證了法國的中立。意大利已經與普魯士結盟，這意味著奧地利將在沒有自己的主要盟友的情況下與兩者作戰。俾斯麥意識到他的人數優勢，但“即使他對國際形勢做出了有利的說明，他仍不准備立即提出建議”。
當普魯士的勝利變得明朗時，法國試圖在普法爾茨和盧森堡取得領土讓步。俾斯麥在1871年5月2日對帝國議會的演講中說：
眾所周知，即使在1866年8月6日，我也能看到法國大使出現來看我，以便簡明扼要地提出最後通牒：放棄美因茨，或期待立即宣布戰爭。當然，我對答案一秒鐘都沒有懷疑。我回答他：“好，那就是戰爭！”他帶著這個答案去了巴黎。幾天后，巴黎的一個人有了不同的想法，我得知這條指令是拿破崙皇帝在生病期間撕毀的。

## 軍事準備
俾斯麥很可能受到普魯士軍隊對抗奧地利帝國的優勢的鼓勵而參戰。泰勒寫道，俾斯麥不願發動戰爭，因為它“剝奪了他的控制權，並將決定權留給了他不信任的將軍”。（普魯士軍隊中最重要的兩個人物是戰爭部長阿爾布雷希特·格拉夫·馮·羅恩和總參謀長赫爾穆特·格拉夫·馮·莫爾特克。）泰勒暗示俾斯麥希望迫使奧地利領導人在德國做出讓步，而不是挑起戰爭。事實可能比俾斯麥更複雜，他有一句名言“政治是可能的藝術”，他最初尋求與奧地利開戰，或者最初反對與奧地利開戰的想法。

### 演習、運輸和武器
1862年，馮·羅恩實施了幾項軍隊改革，確保所有普魯士公民都有義務被徵兵。在此之前，軍隊的規模已由早些時候確定沒有考慮到人口的增長，因此使徵兵不公平且不受歡迎。雖然一些普魯士人在軍隊或預備役中一直待到40歲，但大約有三分之一的人（在一些因工業化而人口大幅增加的地區甚至更多）在家鄉軍被分配了最低限度的任務。
三年內實行普遍徵兵制，增加了現役軍隊的規模，並為普魯士提供了一支規模與毛奇對奧地利部署的預備軍相當的預備軍。如果拿破崙三世統治下的法國試圖干預普魯士人，他們可能會以同等或更多的軍隊反對他。
普魯士應徵入伍是一種持續的訓練和演習，而奧地利軍隊的一些指揮官例行地將步兵應徵入伍後不久就永久休假遣返回家中，只保留一批長期士兵進行正式閱兵奧地利應徵入伍的士兵在戰爭爆發後被召回部隊時幾乎必須從頭開始訓練。因此，普魯士軍隊比奧地利軍隊訓練有素，紀律嚴明，尤其是在步兵方面。雖然奧地利騎兵和砲兵與普魯士同行一樣訓練有素，奧地利擁有兩個精銳的重型騎兵師，但自拿破崙戰爭以來，武器和戰術都取得了進步，騎兵衝鋒已經過時。

### 鐵路動員
普魯士軍隊以當地為基地，以軍區（Kreise，字面意思：圓圈）為組織，每個軍區都包含一個軍團總部及其組成單位。大多數預備役人員都住在他們的團倉庫附近，可以迅速動員起來。奧地利的政策是確保部隊駐紮在遠離家鄉的地方，以防止他們參與分離主義叛亂。休假的徵兵人員或在動員期間被召回單位的預備役人員面臨著可能需要數週才能向單位報告的旅程，這使得奧地利的動員比普魯士軍隊的動員慢得多。

### 集結速度
普魯士的鐵路系統比奧地利境內的鐵路系統更加發達。鐵路使供應比以往更多的部隊成為可能，並允許部隊在友好領土內快速移動。更有效的普魯士鐵路網絡使普魯士軍隊比奧地利人更快地集中。毛奇在回顧他對魯恩的計劃時說：“我們擁有不可估量的優勢，能夠將我們的285,000名野戰軍運送到5條鐵路線上，並且幾乎可以在25天內集中他們。……奧地利只有一條鐵路線集結200,000人將需要她45天的時間。”老毛奇早些時候也說過，“沒有什麼比現在擁有我們必須擁有的戰爭更受歡迎的了。”
在波希米亞的路德維希·馮·貝內德克領導下的奧地利軍隊以前可能會被認為享有“中心位置”的優勢，因為他們能夠集中精力於沿邊境連續進攻的軍隊，但更快的普魯士集中抵消了這一優勢。當奧地利人完全集結時，他們將無法集中對付一支普魯士軍隊，而不會讓另外兩支立即攻擊他們的側翼和後方，威脅到他們的交通線。

## 双方盟友
大部分德意志邦国都支持奥地利，把普鲁士当作是全德意志邦聯的侵略者，它们是萨克森、巴伐利亚、巴登、符腾堡、汉诺威、黑森-卡塞爾、黑森-達姆施塔特及拿騷。故此，普鲁士及其盟友是与德意志邦联对敌。
而軍事實力弱小、領土又被普魯士嚴重包圍的北方小邦則選擇支持普鲁士，它們是奧爾登堡、梅克倫堡-什未林、梅克倫堡-斯特雷利茨及不伦瑞克。此外意大利与普鲁士结盟，希望夺回被奥地利占领的威尼斯，统一意大利。
值得注意的是，俄罗斯帝国并没有介入战争：因为克里米亚战争之失败，俄国与奥国关系欠佳；法国的拿破仑三世认为奥军会得胜，又想得到莱茵河附近的领土因此並没有干预。除此之外，法国作为与普鲁士接壤的直接利益相关者也没有介入战争。英國則維持光榮孤立的外交政策，對歐陸事務一概不干預。
| 普奥战争的联盟 | |                                                                                    |
| Aliances in the Austro-Prussia War | |                                                                                    |
| 普鲁士王國 | 奥地利帝國 | 中立                                                                               |
| 意大利王国 梅克伦堡-什未林 梅克伦堡-施特雷利茨 奥尔登堡 安哈尔特公国 不伦瑞克 萨克森-阿尔滕堡 萨克森-科堡-哥达公国 萨克森-劳恩堡 利珀亲王国 施瓦茨堡-松德斯豪森 瓦尔代克-皮尔蒙特 不来梅 汉堡 吕贝克 | 巴伐利亞王國 汉诺威王国 萨克森王国 符騰堡王國 巴登大公國 黑森-达姆施塔特 拿骚 黑森选侯国 萨克森-迈宁根 罗伊斯-格赖茨 绍姆堡-利珀 法兰克福自由市 | 林堡 列支敦士登 卢森堡 羅伊斯幼系親王國 萨克森-魏玛-艾森纳赫 施瓦茨堡-魯多爾施塔特 |
| 意大利王国 梅克伦堡-什未林 梅克伦堡-施特雷利茨 奥尔登堡 安哈尔特公国 不伦瑞克 萨克森-阿尔滕堡 萨克森-科堡-哥达公国 萨克森-劳恩堡 利珀亲王国 施瓦茨堡-松德斯豪森 瓦尔代克-皮尔蒙特 不来梅 汉堡 吕贝克 | 巴伐利亞王國 汉诺威王国 萨克森王国 符騰堡王國 巴登大公國 黑森-达姆施塔特 拿骚 黑森选侯国 萨克森-迈宁根 罗伊斯-格赖茨 绍姆堡-利珀 法兰克福自由市 | 普奧共管 荷尔斯泰因 什勒斯維希公國                                                 |

## 战争经过

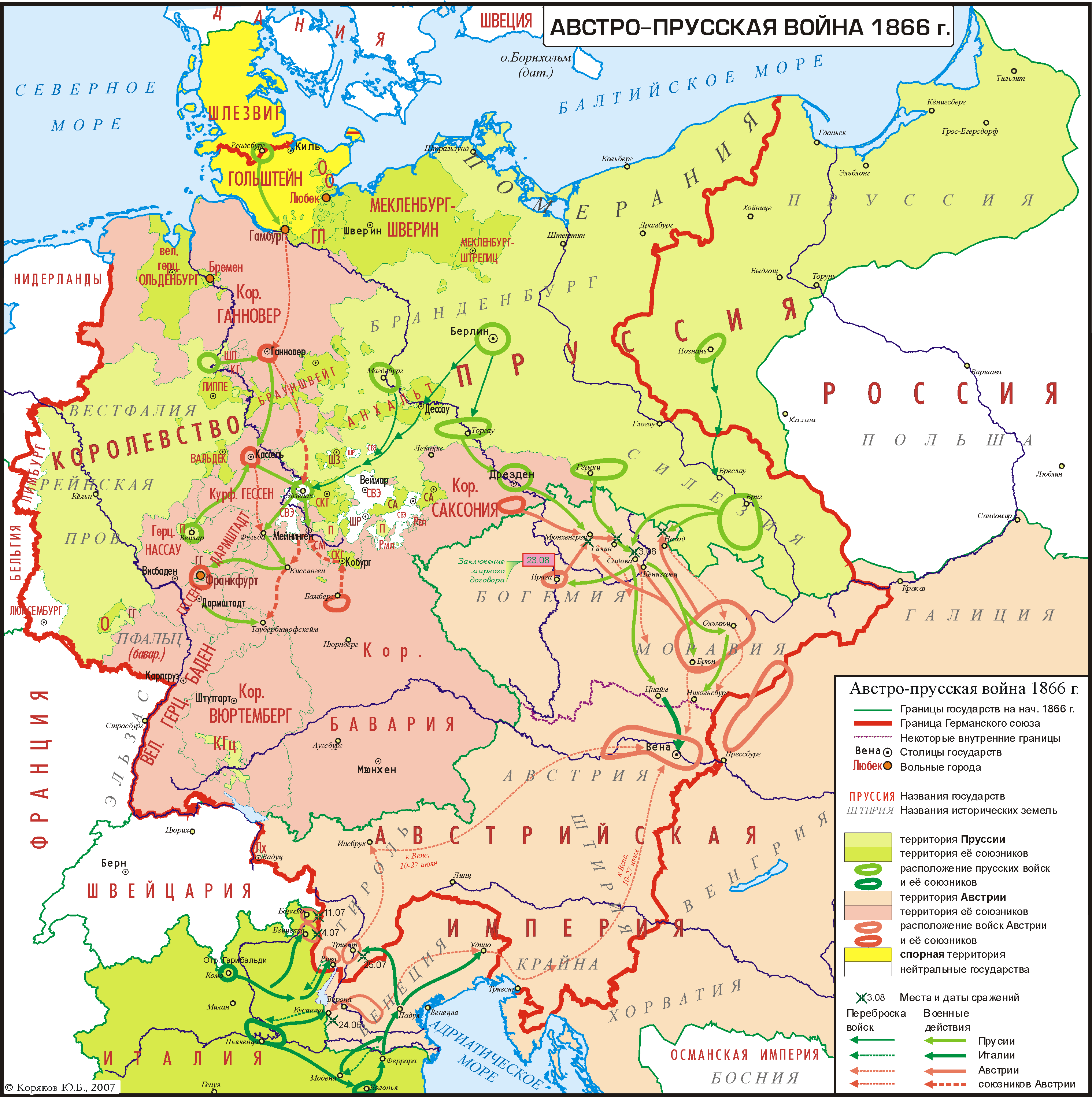
普奧戰爭中的兩軍部署和行動

普奥之战是多年未见的大陆国家战争，动用了不少曾在美国南北战争中派上用场的科技，包括以铁路帮助运兵及维持后勤补给，以及利用铁路系统普遍设置的有线电报维持长途通讯远程统一指挥。这些新技术在2年前的普丹战争中已运用，但奥地利认为丹军失败于错误的战略指挥未对新式军备和战术有足够认识。普軍再次使用了“後装线膛（来复）槍/（breech-loading rifles）”，弹头底部引火的德萊賽針發槍使用方便，使用的纸包定装弹直接整体从后膛推入，士兵可以在卧倒时装弹；奥军用“前裝线膛（来复）枪/（muzzle-loading rifles）”，洛倫茲米涅步槍装弹时需将枪竖立，先咬破前装纸包弹装火药的一端，向枪管灌入火药后再将油纸壳连同另一端包裹的铅弹塞入枪管，然后依靠士兵各自的经验用通条舂实，最后还要更换枪膛引火口的火帽，射击速度只有普軍步枪的1/3，且这一系列繁琐的动作须士兵站立执行，在战壕中尚无大碍，在野战中无遮蔽物尤其吃亏。
主要战事发生在波希米亚。6月23日普军直抵扎維杜夫至齐陶一线集结。6月26日普奥两军之间发生雲納河戰役（Gefecht bei Hühnerwasser）。普军的参谋部总长老毛奇精心策划战阵，集中火力攻打奥地利。当奥军集中侵略西里西亚时，他就调军到萨克森和波西米亚，与早已在那里集结大军的普王威廉一世会合。7月3日，普军大举进攻，在克尼格雷茨战役（又称萨多瓦会战）打败奥军。奥军人数有优势，死伤人员却是普军的七倍，皆因普军装备优良、战略得宜。奥军溃不成军，不久后被迫求和。
除了萨克森之外，其他邦国对战争的影响很有限。汉诺威的军队在6月27日的巴特朗根萨尔察战役击败过普军，但不久遭到大军围困而投降。普军在美因河与巴伐利亚正面交锋，在纽伦堡和法兰克福战斗。巴州的维尔茨堡被普军围困，但一直到停战前仍未投降。
奥军对意军有较大的优势，在6月24日的庫斯托札戰役和7月20日利薩戰役（利萨在今克罗地亚维斯）的海战上，都击败意军。加里波底组织意军阿爾卑斯山地獵兵，在7月21日的貝澤卡戰役击溃奥军，夺得部分特倫蒂諾，向特倫托进军。8月12日，普奥两国停战，意大利政府惟有与奥国议和。根据在10月12日签订的维也纳条约，由於奥地利拒絕向意大利直接割讓威尼斯，於是把威尼斯割让予法国，再由法国转交给意大利。

## 結果

普奧戰爭之後的德意志形勢。普魯士（深藍色）及其盟友（藍色）的陣營和奧地利（紅色）及其盟友（粉紅色）的陣營。中立的國家以綠色表示，普魯士戰後得到的領土則以淺藍色表示

為了避免法國或俄國干預戰爭，俾斯麥勸諭威廉一世迅速跟奧地利議和，不急於求成。奧軍接受法國皇帝拿破崙三世的調停，跟普魯士在8月23日簽訂《布拉格和約》。根據條約，德意志邦聯正式解散；由此，普魯士能夠在1867年成立北德意志邦聯，向統一德國的目標邁進。普魯士沒有要求奧地利割地賠款，令日後可以與奧國結盟，而奧地利所懼怕的勢力反而是意大利人和斯拉夫人的民族統一主義。
戰後，普魯士主宰德意志事務。在普法戰爭時，普魯士激起德意志民族主義，令南部的德意志邦國與其一起抗戰。最後，普魯士打敗法國，普王威廉一世登基為德國皇帝。德意志帝國成立和統一運動的勝利，令新德國成為歐陸最強的大國。

### 戰敗一方的國家
普魯士对奧地利不割地不賠款，奧地利只需要對義大利割让威尼西亚和支付一笔能即时还清的賠款就行。這種宽容的政策赢回了奧地利的好感，導致了普奧两国之後的關係非但沒有變差，反而越來越好，雙方從德意志邦聯的內部矛盾中脫離，升級為德奧之間的友誼同盟；相反，奧地利對意大利的割地賠款加劇了兩國的矛盾，釀成在一戰時意大利倒戈去協約國一方的主因。
- 奧地利–將威尼提亞省割讓給意大利，失去對原德意志邦聯內成員國家的影響力。奧地利的戰敗是對哈布斯堡王朝統治的一個危機；戰後一年帝國就需要與匈牙利協議改為二元君主國奧匈帝國。
- 什勒斯維希-霍爾斯坦——成為普魯士的什勒斯維希-霍爾斯坦省。
- 漢諾瓦王國——被普魯士合併，成為普魯士的漢諾瓦省。
- 黑森-達姆施塔特——割讓北部的部分領土予普魯士。剩餘地區北部的一半領土（上黑森）加入北德意志邦聯。
- 拿騷、黑森-卡塞爾、法蘭克福自由市——被普魯士合併。與黑森-達姆施塔特所割讓的領土一起合併為黑森-拿騷省。
- 薩克森王國、薩克森-邁寧根、羅伊斯-格賴茨、紹姆堡-利珀——沒有被合併，但隨後一年加入北德意志邦聯。

### 中立的國家
戰爭象徵著德意志邦聯的結束。在維持中立的國家於布拉格條約簽訂後各有不同遭遇：
- 列支敦士登——成為了一個獨立國家，聲稱成為永遠的中立國，但仍與奧地利有緊密的政治關係。在一戰後成為瑞士的保護國，因為緊跟瑞士的政策在兩次的世界大戰中其中立性都受到尊重。
- 林堡及盧森堡——1867年簽訂的倫敦條約聲明兩國將成為荷蘭王國的一部分。林堡後來成為荷蘭的林堡省。盧森堡在其三個鄰國（比利時、法國和普魯士）之間保持了其獨立和中立地位，直到現在都維持著獨立，但又重新參加了德意志關稅同盟，直至1919年同盟瓦解為止。
- 羅伊斯-格拉、薩克森-魏瑪-艾森納赫、施瓦茨堡-魯多爾施塔特——加入北德意志邦聯。

### 引用
1. 1 2  Clodfelter 2017，第183頁.
2. ↑  Clodfelter 2017，第182頁.
3. ↑  Clodfelter 2017，第183-184頁.
4. ↑  Prussian General Staff 1872，第5頁.
5. ↑  Wawro 2003，第16頁.
6. ↑  A. J. P. Taylor.  (PDF). Göteborg University.   [April 24, 2019]. （原始内容存档 (PDF)于2022-04-08）.
7. ↑  Brooks, Stephen, Nineteenth Century Europe, The Macmillan Press Ltd, 1992, pp. 39–40
8. ↑  Otto Pflanze. . Princeton University Press. 1963. ISBN 0-691-00765-9.
9. ↑  Jürgen Angelow: Der Deutsche Bund. Wissenschaftliche Buchgesellschaft, Darmstadt 2003, S. 93.
10. ↑  zdf.de （页面存档备份，存于） Download Folge 8 Ludwig II. und die Bayern (PDF)
11. ↑  Theodor Fontane: Der deutsche Krieg von 1866. Band 1: Der Feldzug von Böhmen und Mähren. 2. Auflage. Berlin 1871, S. 149–153.
12. ↑  Ernst Rudolf Huber: Deutsche Verfassungsgeschichte seit 1789. Band II: Der Kampf um Einheit und Freiheit 1830 bis 1850. 3. Auflage, W. Kohlhammer, Stuttgart [u. a.] 1988, S. 887.
13. ↑  Michael Weiser: Das Debakel von Seybothenreuth （页面存档备份，存于）, Nordbayerischer Kurier vom 29. Juli 2016, abgerufen am 9. Juni 2021.
14. ↑  Martin Kitchen.  (PDF). Blackwell.   [April 24, 2019].[]

### 书目
- Clodfelter, M.  4th. Jefferson, North Carolina: McFarland. 2017. ISBN 978-0786474707.
- Prussian General Staff. . 由von Wright, Colonel; Hozier, Henry M.翻译. London: Clowes & Sons. 1872.
- Wawro, G. . Cambridge University Press. 1997. ISBN 0-521-62951-9.
- Wawro, G. . Cambridge University Press. 2003. ISBN 0-521-58436-1.
- Theodor Fontane: Der deutsche Krieg von 1866. Bd. 1: Der Feldzug in Böhmen und Mähren, Bd. 2: Der Feldzug in West- und Mitteldeutschland. Berlin: Das Neue Berlin, 2006. [Nachdruck von 1871.] ISBN 3-360-01268-2 （德文）
- Heinrich Friedjung: Der Kampf um die Vorherrschaft in Deutschland – 1859 bis 1866.  Cottasche Buchhandlung, Stuttgart & Berlin 1916, 2 Bände （德文）
- Gordon A. Craig：Königgrätz.  DTV, München 1987  ISBN 3-423-10820-7 （德文）
- Gerd Fesser: 1866 Königgrätz – Sadowa.  Brandenburgisches Verlagshaus, Berlin 1994  ISBN 3-89488-069-4 （德文）
- unbekannter Autor: Band 1 – Schlacht bei Langensalza 1866, Die Hannoveraner in Thüringen und die Schlacht bei Langensalza 1866,  Verlag Rockstuhl, Bad Langensalza, Reprint 1866/2001, ISBN 3-934748-57-0 （德文）
- Augenzeugenberichte: Band 2 – Schlacht bei Langensalza 1866, Wir lustigen Hannoveraner!,  Verlag Rockstuhl, Bad Langensalza, 2001, ISBN 3-934748-68-6 （德文）
- Augenzeugenberichte: Band 3 – Schlacht bei Langensalza 1866, Eine Kriegsgeschichte der dritten 4pfündigen Batterie,  Verlag Rockstuhl, Bad Langensalza, 2001, ISBN 3-934748-71-6 （德文）
- ohne Autor:  Band 4 – Schlacht bei Langensalza 1866, Offizieller Bericht über die Kriegsereignisse zwischen Hannover und Preußen im Juni 1866 und Relation der Schlacht am 27. Juni 1866,  Verlag Rockstuhl, Bad Langensalza, Reprint 1866/2001, ISBN 3-934748-72-4 （德文）
- Carl Bleibtreu: Band 5 – Schlacht bei Langensalza 1866, Langensalza und der Mainfeldzug 1866,  Verlag Rockstuhl, Bad Langensalza, Reprint 1866/2001, ISBN 3-934748-73-2 （德文）
- Augenzeugenberichte:  Band 6 – Schlacht bei Langensalza 1866, Die Teilnahme des Besatzungs-Bataillons Aschersleben 2. Magdeburgischen Landwehr-Regiments Nr. 27 an dem achttägigen Feldzuge gegen das Hannöversche Armee-Korps im Juni 1866,  Verlag Rockstuhl, Bad Langensalza, Reprint 1866/2001, ISBN 3-934748-74-0 （德文）
- Theodor Fontane:  Band 7 – Schlacht bei Langensalza 1866, Der deutsche Krieg von 1866 – Auszug Langensalza,  Verlag Rockstuhl, Bad Langensalza, 2001, ISBN 3-934748-75-9 （德文）
- Otto Kaemmel: Deutsche Geschichte – Zweiter Teil, Vom Westfälischen Frieden bis zum Ende des neunzehnten Jahrhunderts, Carl Damm, Dresden, 1905 （德文）
- Kahnert  Band 8 – Schlacht bei Langensalza 1866, Die Kriegsereignisse des Jahres 1866 im Herzogtrum Gotha und die gothaischen Turner zur Zeit des Treffens von Langensalza,  Verlag Rockstuhl, Bad Langensalza, 2002, ISBN 3-934748-76-7 （德文）
- Victor von Diebitzsch: Band 9 – Schlacht bei Langensalza 1866, Die Königlich-Hannoversche Armee auf ihrem letzten Waffengange im Juni 1866,  Verlag Rockstuhl, Bad Langensalza, 2002, ISBN 3-934748-77-5 （德文）
- Friedrich Freudenthal: Band 10 – Schlacht bei Langensalza 1866, Erinnerungen eines hannoverschen Infanteristen von Lüneburg nach Langensalza 1866, Verlag Rockstuhl, Bad Langensalza, 2002, ISBN 3-934748-78-3 （德文）
- Augenzeugenberichte:  Band 11 – Schlacht bei Langensalza 1866, Das Herzoglich Sachsen-Coburg-Gothaische Infanterieregiment 1866, Verlag Rockstuhl, Bad Langensalza, 2002, ISBN 3-936030-10-3 （德文）
- G.Wolfram:  Band 12 – Schlacht bei Langensalza 1866, Die Hannoversche Armee und ihre Schicksale in und nach der Katastrophe 1866, Verlag Rockstuhl, Bad Langensalza, 2002, ISBN 3-936030-11-1 （德文）
- Friedrich Regensberg:  Band 13 – Langensalza 1866, Verlag Rockstuhl, Bad Langensalza, 2002, ISBN 3-936030-12-X （德文）
- Julius Hartmann:  Band 14  – Schlacht bei Langensalza 1866, Meine Erlebnisse zu hannoverscher Zeit 1839–1866, Verlag Rockstuhl, Bad Langensalza, Reprint 2005, ISBN 3-936030-13-8 （德文）
- Sigismund von Dobschütz：Der König ist da, die österreichische Armee geschlagen! Kriegstagebuch des Paul von Collas und Briefe an seine Eltern aus dem Deutschen Krieg des Jahres 1866 gegen Österreich., Ostdeutsche Familienkunde (OFK), Hefte 1-3/2005, Band XVII, Seite 177f., Verlag Degener & Co., Neustadt (Aisch) 2005, ISSN 0472-190X – Paul von Collas war damals junger Generalstabsoffizier und Bataillonsadjutant. （德文）